# Anna Ono

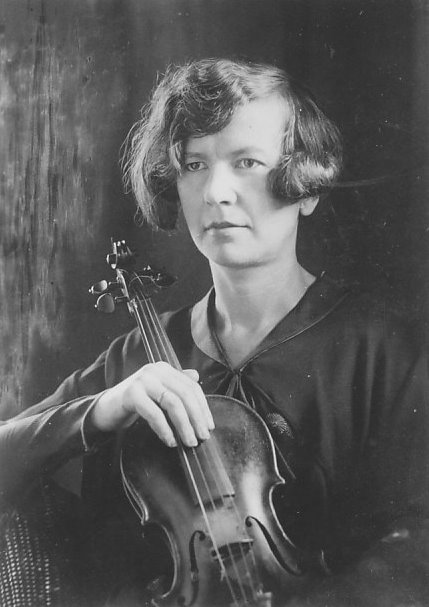
Anna Dmitrijewna Bubnowa-Ono

Anna Dmitrijewna Bubnowa-Ono (russisch Анна Дмитриевна Бубнова-Оно, japanisch 小野 アンナ; * 14. März 1890 in Sankt Petersburg, Russisches Kaiserreich; † 8. Mai 1979 in Sochumi, Abchasische Autonome Sozialistische Sowjetrepublik, Georgische Sozialistische Sowjetrepublik) war eine russisch-japanische Violinistin und Hochschullehrerin. Sie war Professorin für Violine am Tusashino Music Institute und erhielt 1959 als erste Russin den japanischen Orden des Heiligen Schatzes für ihre Verdienste um den Musikerberuf. In Japan wird Anna Bubnowa-Ono als Mutter der japanischen Geiger bezeichnet.

## Leben und Werk

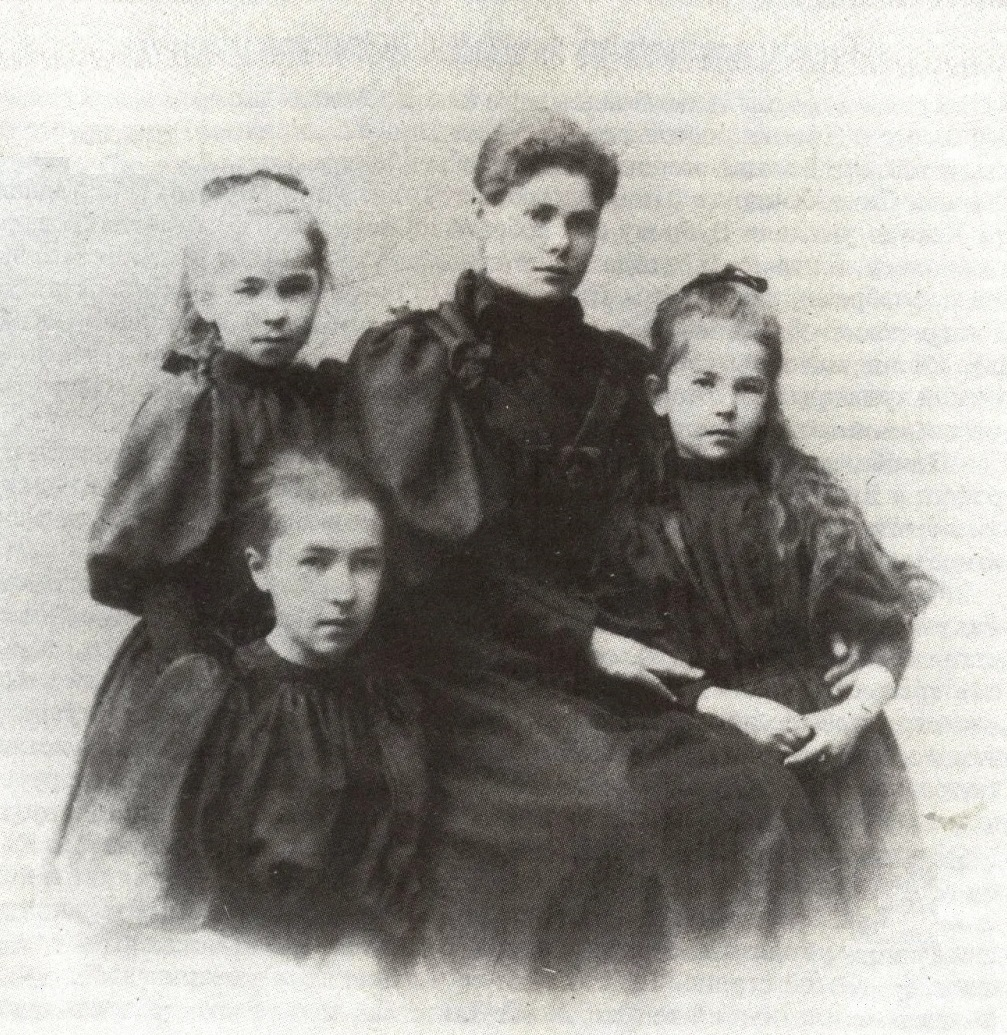
Anna Nikolajewna Bubnowa und ihre Töchter Maria, Warwara und Anna

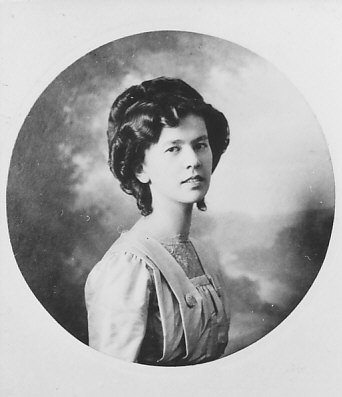
Anna Dmitrijewna Bubnowa-Ono, vor 1918

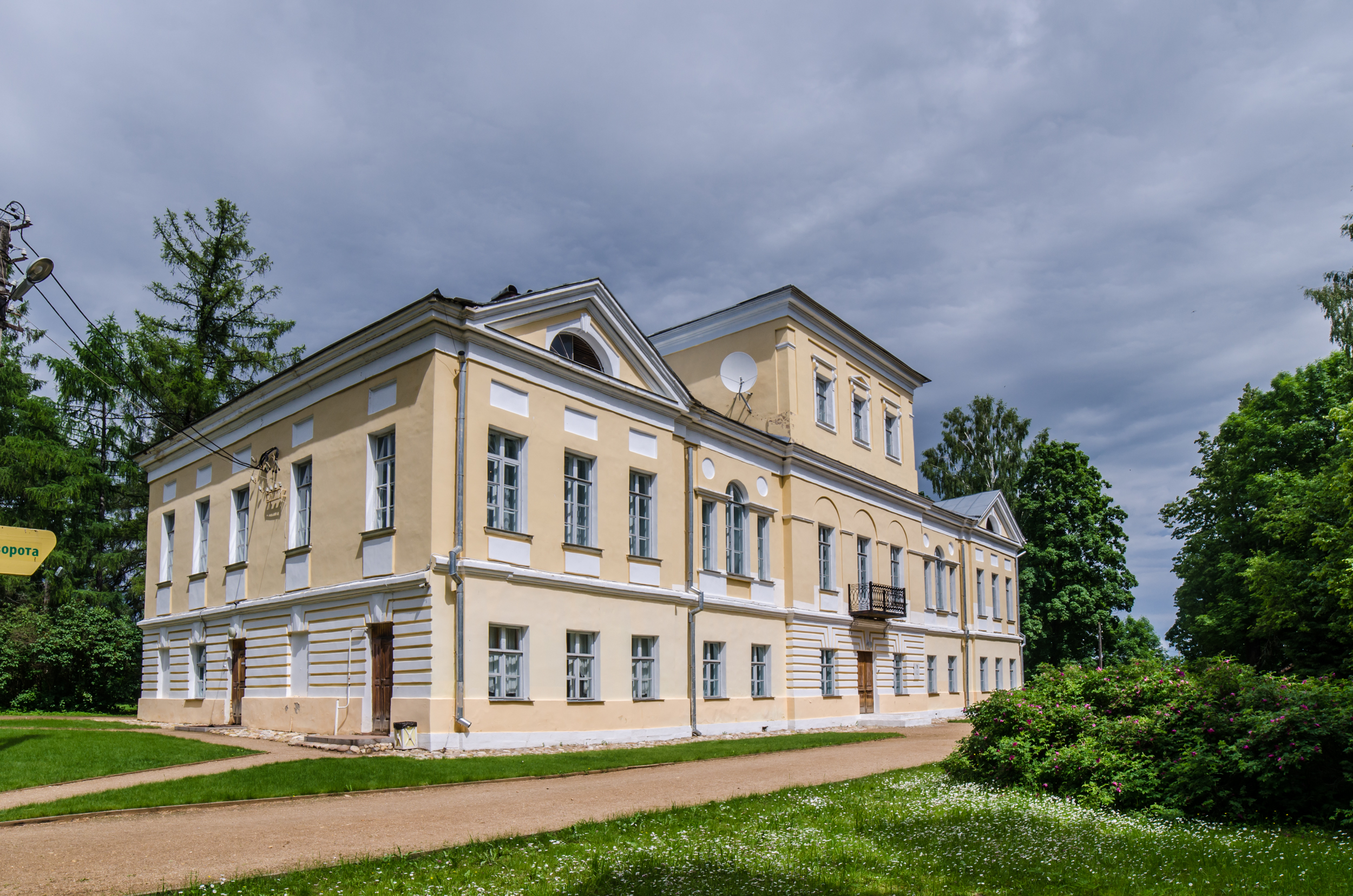
A.-S.-Puschkin-Museum in Bernowo

Ono war das jüngste von drei Kindern von Dmitri Bubnow und seiner Frau Anna Wulf. Sie studierte ab 1904 am Sankt Petersburger Konservatorium und von 1908 bis 1913 Violine bei Leopold Auer. Mit ihrer Familie wohnte sie in St. Petersburg und verbrachte die Sommer in dem heutigen Puschkin-Museum in Bernowo, dem Geburtsort ihrer Mutter. In dem 1914 in Petrograd umbenannten St. Petersburg lernte sie den japanischen Studenten Shunichi Ono kennen. Als die japanische Regierung im Revolutionsjahr 1917 ihren Bürgern befahl, Russland zu verlassen, heiratete sie Ono am 24. Februar 1918.
Im folgenden Jahr verließ sie mit ihrem Mann während der Revolution Russland und zog nach Tokio, wo sie im Haus der Familie Ono lebte. Dort eröffnete sie eine Musikschule für Kinder und zu ihren ersten Schülern gehörten Nejiko Suwa, Iwamoto Mari. Sie war die erste Musikerin in Japan, die junge Kinder unterrichtete.
Onos einziger Sohn Shuntaro Ono war ein Wunderkind, das schon in jungen Jahren Klavierkonzerte gab. Nachdem dieser mit 14 Jahren gestorben war, kümmerte sich Ono um ihre Nichte Yoko Ono. Da die Familie Ono einen Erben benötigte, ließ sie sich 1935 scheiden und freundete sich mit der neuen Frau ihres Ex-Mannes an. Danach unterrichtete sie lange Zeit als Geigenlehrerin in Japan unter dem Namen Anna Ono. Nach dem Krieg wurde sie, während sie jüngere Studenten an der Musashino Academia Musicae unterrichtete, auch gebeten, als Geigenlehrerin für Kinder an der Toho-Gakuen-Musikschule tätig zu sein. 1946 wurde sie Professorin an der Musashino Academia Musicae.
1958 zog sie zurück in die Sowjetunion zusammen mit ihrer Schwester Warwara Dmitrijewna Bubnowa, die 1923 zu ihr nach Japan gezogen war, und wurde Professorin für Violine am Suchumi-Konservatorium in Georgien.
Sie starb 1979 im Alter von 89 Jahren in Suchumi.

## Auszeichnung und Ehrung
- Orden des Heiligen Schatzes Vierter Klasse[9]
- Die Anna Ono Memorial Association veranstaltet alle sechs Monate ein Gedenkkonzert.[10][11]